# Hélio Gomes Alves
Hélio Gomes Alves, conhecido no meio político como Hélio Gomes (Muriaé, 2 de maio de 1952) é um empresário e político brasileiro. Filiado ao PSD, foi deputado estadual pelo estado de Minas Gerais entre 2011 e 2015.

## Carreira política
Começou a carreira política ao ser eleito deputado estadual pelo PSL em 2010 com um total de 44.704 votos. 
Nas eleições de 2014, candidatou-se a deputado estadual pelo PSD, obtendo 53.105 votos, não sendo reeleito. Conseguiu eleger sua esposa Brunny Gomes deputada federal. 